# زبان‌های آندو-آوارو-دیدوئی
زبان‌های آندو-آوارو-دیدوئی یا آوارو-آندو-تسزی شاخه‌ای از زبان‌های ناخوداغستانی است که شامل لهجه‌های گوناگون آواری و زبان‌های آندی و تسزی می‌شود. شاخهٔ آندو-آوارو-دیدوئی خود دارای زیرشاخهٔ آواروآندی است و زبان‌های تسزی خود یک زیرشاخهٔ جداگانه را تشکیل می‌دهند، زیرا زبان‌های آواری و آندی دارای شباهت بیشتری به همدیگر هستند تا به زبان‌های تسزی. این زبان در شمال خاوری قفقاز رواج دارد.